# Manfred Schaub

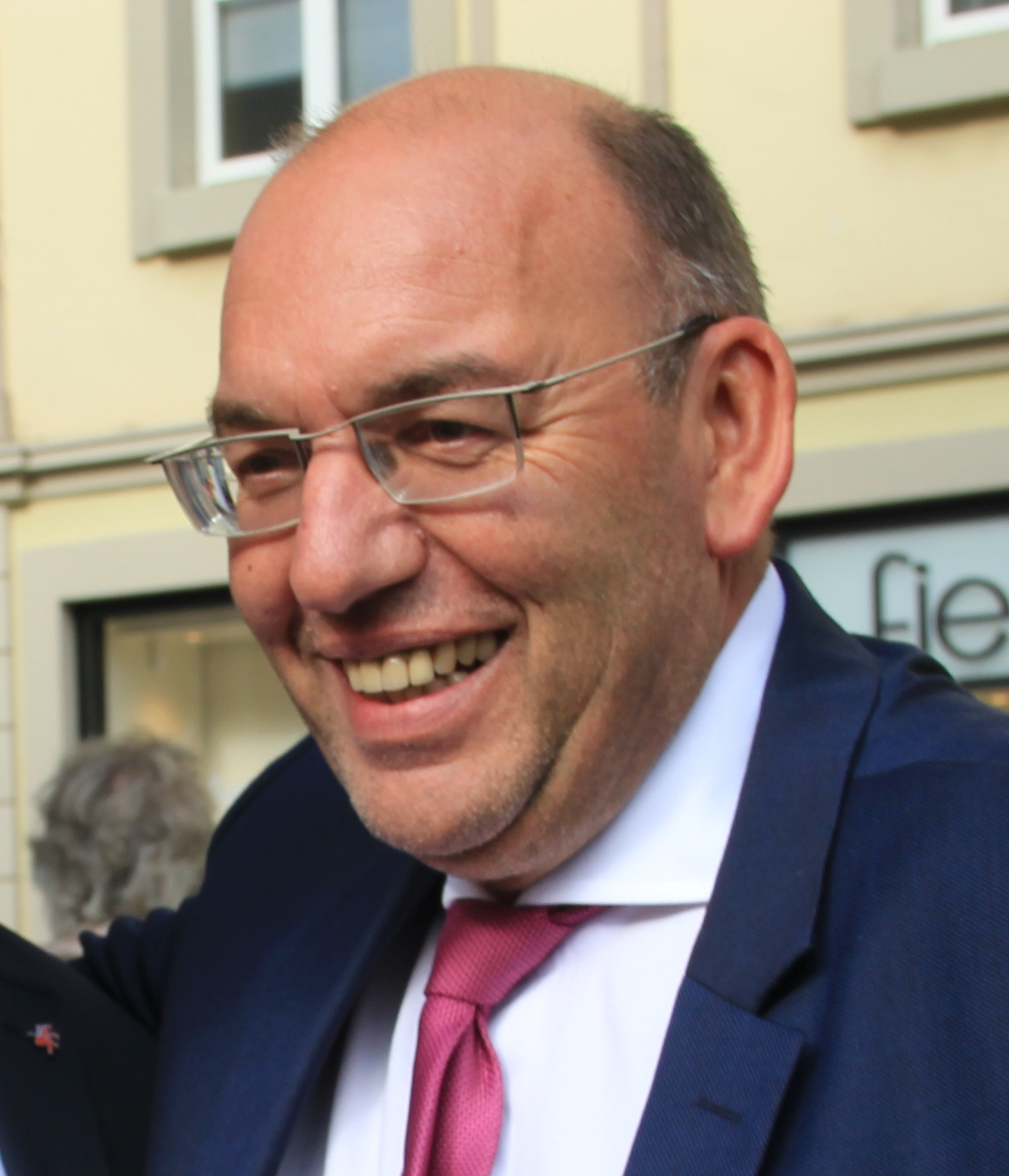
Manfred Schaub, 2017

Manfred Schaub (* 13. Oktober 1957 in Altenbauna; † 20. Mai 2018 in Baunatal) war ein deutscher Politiker (SPD) und von 1995 bis 2005 Abgeordneter des Hessischen Landtags. Seit 2001 war er Bezirksvorsitzender des SPD-Bezirks Hessen-Nord, seit 2005 Bürgermeister von Baunatal. Beide Ämter bekleidete er bis zu seinem Tod.

## Leben
Nach dem Abitur war er als Pressesprecher und Amtsleiter in der Kommunalverwaltung der Stadt Baunatal bis 1991 tätig. Danach war er als Persönlicher Referent bei den hessischen Innenministern Herbert Günther und Gerhard Bökel in Wiesbaden tätig. Von 1995 bis 2005 war er Abgeordneter des Hessischen Landtags.
Vom 1. Juni 2005 bis zu seinem Tod am 20. Mai 2018 war er Bürgermeister der nordhessischen Stadt Baunatal.
Schaub starb am 20. Mai 2018 an den Folgen eines Herzinfarkts.

## Politik
Von 1995 bis 2005 vertrat Manfred Schaub den Südteil des Landkreises Kassel als direkt gewählter Abgeordneter im Hessischen Landtag.
Von 1993 bis 2001 war Manfred Schaub Vorsitzender des SPD-Unterbezirks Kassel-Land und war von 2001 bis zu seinem Tod 2018 Bezirksvorsitzender des SPD-Bezirks Hessen-Nord sowie stellvertretender Landesvorsitzender der hessischen SPD. Von 2007 bis zu seinem Tod war er Mitglied des SPD-Parteivorstandes.
Im Jahr 2005 wählten ihn die Bürger der Stadt Baunatal zum Bürgermeister. Am 27. März 2011 wurde er (bei zwei Gegenkandidaten) für sechs Jahre mit 74,3 % der Stimmen wiedergewählt. 2017 wurde er wiederum mit 91,7 % wiedergewählt. Am 14. Dezember 2018 folgte Silke Engler (SPD) dem verstorbenen Manfred Schaub als Bürgermeisterin von Baunatal nach.
Schaub besaß die Fußball-Trainer-A-Lizenz und war stellvertretender Vorsitzender des Bundes Deutscher Fußball-Lehrer (BDFL) und von 2003 bis zu seinem Tod Sportpolitischer Sprecher der Bundes-SPD.

## Ehrenämter
- Sportpolitischer Sprecher der Bundes-SPD (seit 2003)
- Bezirksvorsitzender der SPD im Bezirk Hessen-Nord (seit 2001)
- Stellvertretender Vorsitzender der SPD-Hessen (seit 2001)
- Erster Vizepräsident BDFL (seit 2012)
- Mitglied der Freiwilligen Feuerwehr Baunatal-Kirchbauna